# Ulfari de l'Albigès
Ulfari (Ulfarius) fou comte de l'Albigès. Es creu que fou successor del comte Aimó (comte nomenat el 778) i hauria estat nomenat per Lluís el Pietós. Com que no tenia parents difícilment podria ser ancestre dels comtes Renau i/o d'Ermengol (que fou el darrer comte d'Albi vers 850 quan la seva filla Garsenda va aportar el comtat al casal de Tolosa).
Benet d'Aniana que estava prop d'Aquisgrà com abat al monestir d'Inden, feia regularment visites a Lluís el Pietós, i en una d'aquestes li va demanar un diploma de confirmació de la fundació d'un monestir construït sota dependència d'Aniana, per donació del comte Ulfari de l'Albigès, de noble naixement, ric i pietós, molt amic de Benet i que no tenia parents vius utilitzant els seus béns en obres religioses. Així va donar (vers 812) a l'abadia d'Aniana uns terrenys a la vora del riu Agout als límits entre les diòcesis d'Albi i Narbona (avui prop de Castelnau-de-Brassac al departament del Tarn) per construir un monestir, el qual fou aixecat pels monjos d'Aniana que li van donar el nom de monestir de Bellecelle amb l'església sota advocació de Sant Benet. S'hauria acabat vers 814. El diploma de confirmació imperial està data a Aquisgrà el 9 de març del 819. L'emperador va agafar el monestir sota la seva protecció especial i li va garantir les mateixes immunitats que al d'Aniana.
Ulfari només és conegut per aquest document.